# Byrsonima chrysophylla
Byrsonima chrysophylla är en tvåhjärtbladig växtart som beskrevs av Carl Sigismund Kunth. Byrsonima chrysophylla ingår i släktet Byrsonima och familjen Malpighiaceae. Inga underarter finns listade i Catalogue of Life.